# Old Funeral
Old Funeral – norweski zespół deathmetalowy, założony w 1988. Była to jedna z pierwszych ekstremalnych grup na norweskiej scenie metalowej.  

## Muzycy
| Ostatni znany skład - Jan Atle "Padde" Åserød - perkusja, śpiew (1988-1992) - Tore Bratseth - gitara (1988-1992) - Thorlak - gitara basowa (1991-1992) - Jørn Inge Tunsberg - gitara (1991-1992) |  | Byli członkowie zespołu - Olve "On the Egg" Eikemo - gitara basowa, śpiew (1988-1990) - Harald "Demonaz" Nævdal - gitara (1990) - Varg Vikernes - gitara (1990) |

## Dyskografia
- The Fart That Should Not Be (demo, 1989, wydanie własne)
- Abduction of Limbs (demo, 1990, wydanie własne)
- Devoured Carcass (EP, 1991, Thrash Records)
- The Older Ones (kompilacja, 1999, Hammerheart Records)
- Join the Funeral Procession (kompilacja, 1999, Hammerheart Records)
- Grim Reaping Norway (album koncertowy, 2002, Hearse Records)